# Adrian Kowanek
Adrian „Covan” Kowanek (ur. 4 października 1977 w Krakowie) – polski wokalista metalowy, związany przez większą część swojej kariery z grupą Atrophia Red Sun. W 2005 roku dołączył do grupy Decapitated. Ponadto podczas koncertów wspierał zespół Sceptic. Gościnnie wystąpił na płytach zespołów Thy Disease i Crionics.
W 2007 roku w trakcie trasy koncertowej z grupą Decapitated uległ wypadkowi samochodowemu. W wyniku zdarzenia śmierć poniósł perkusista Witold Kiełtyka, natomiast Kowanek jeszcze w marcu 2014 pozostawał pod stałą opieką lekarzy.

## Życiorys
Adrian Kowanek urodził się 4 października 1977 roku w Krakowie jako syn Ewy i Leszka Kowanków. Wczesną młodość spędził w Kuwejcie, skąd wyjechał po rozpoczęciu I wojny w Zatoce Perskiej.

### Atrophia Red Sun
W 1994 roku Kowanek dołączył do powstałej z inicjatywy instrumentalisty Piotra Kopcia grupy Atrophia Red Sun, z którą nagrał trzy albumy oraz odbył szereg koncertów. Pierwsze wydawnictwo grupy zatytułowane Painfull Love ukazało się w 1995 roku nakładem wytwórni muzycznej Croon Records. W 1996 roku ukazał się drugi album grupy zatytułowany Fears, wydany nakładem Morbid Noizz Production, z muzyką w stylistyce doom metal. Album został nagrany i zmiksowany w krakowskim studiu TR Sound. 
W 2001 roku już w nowym składzie grupa zarejestrowała demo pt. Promo 2001 oraz rok później Demo 2002 zawierające muzykę inspirowaną thrash i death metalem oraz muzyką elektroniczną. Również w 2002 roku Kowanek wystąpił gościnnie na płycie formacji Thy Disease pt. Cold Skin Obsession. W 2003 w Dominik Home Studio zespół zarejestrował trzeci album zatytułowany Twisted Logic, wydany 25 lipca tego samego roku nakładem Empire Records. Adrian Kowanek o procesie twórczym:

My pozostawiamy tworzenie i nagrywanie naturalnemu procesowi. W naszym przypadku od czasu nagrywania pierwszych materiałów duża rolę odgrywały emocje … tworzyliśmy kawałki w taki sposób jak czuliśmy … nie potrafię tego stanu do końca wyjaśnić. Uważam, że do wszystkiego trzeba wkładać serce i dusze. Może być to zaprzeczeniem moich wczesnych słów, ale akurat w studio i na scenie większość z nas popada w stany duchowej ekstazy. Tu liczą się nasze naturalne emocje…

W 2004 roku wystąpił gościnnie na albumie krakowskiej grupy blackmetalowej Crionics pt. Armageddon’s Evolution w utworze „Dept. 666”. Wydawnictwo ukazało się nakładem wytwórni muzycznej Candlelight Records. 

### Decapitated
Latem 2005 roku wokalista dołączył do krośnieńskiej grupy Decapitated, w której zastąpił wieloletniego wokalistę Wojciecha „Saurona” Wąsowicza, który poświęcił się studiom na Uniwersytecie Jagiellońskim. Tego samego roku w białostockim Hertz Studio zespół zarejestrował album pt. Organic Hallucinosis, który ukazał się w 2006 roku nakładem Earache Records. Kowanek odbył też wraz z Decapitated szereg tras koncertowych, m.in. Blitzkrieg 3 Tour, Annihilation Of The Wicked Tour czy Organic Hallucinosis European Tour. Muzyk wziął ponadto udział w realizacji teledysku do utworu „Day 69” promującego album. Adrian Kowanek o okolicznościach dołączenia do zespołu Decapitated:

To był dla mnie cholernie trudny okres. Mnóstwo stresu i jedna wielka niewiadoma. Gdzie, co, jak, jak to ugryźć i tak dalej. Podjąłem decyzję, a Sauron miał w tym pewien udział. Zadzwonił do mnie i powiedział: „Covan, weź zrób to, bo inaczej chłopaki będą w lesie”. A była już zaplanowana jedna trasa, jakieś koncerty, jakiś festiwal. Nie można było pozwolić, żeby to zaprzepaścili. Ten okres był dla mnie makabryczny. Miesiąc przed wejściem do studia dostałem propozycję. Zgodziłem się. Nie pojechałem tam od razu. Chłopaki zaczęli wcześniej robić nagrania perkusji, gitar. Po dwóch, trzech tygodniach zadzwonili, że teraz moja kolej. Spakowałem wszystkie materiały, które miałem jeszcze po Atrophii Red Sun, liryki, jakieś tłumaczenia i inne rzeczy, no i po prostu uderzyłem z przekonaniem, że będzie to kontynuacja tego, co robił Sauron.

## Wypadek
29 października 2007 roku Kowanek w trakcie podróży do Homla na Białorusi wraz z grupą muzyczną Decapitated oraz Crionics, w ramach trasy koncertowej po Europie Wschodniej miał wypadek. Autobus, którym jechali muzycy miał kolizję z ciężarówką transportującą drewno. Covan i perkusista Witold Kiełtyka odnieśli poważne obrażenia. Zostali przewiezieni do Nowozybkowa w Rosji. Kiełtyka mimo operacji zmarł 2 listopada, w wieku 23 lat. Kowanek natomiast został przetransportowany do szpitala w Krakowie, gdzie przeszedł operację. W wyniku powikłań po zabiegu w czasie obserwacji pooperacyjnej, doszło jednak do niedotlenienia mózgu muzyka, co wywołało czterokończynowe porażenie mózgowe. 
23 kwietnia 2008 roku Kowanek został wypisany ze szpitala do domu, gdzie znajduje się pod stałą opieką rodziny i lekarzy. Rodzina muzyka i Fundacja Anny Dymnej Mimo Wszystko prowadzą zbiórkę pieniędzy na pomoc w leczeniu muzyka. W marcu 2009 roku lider grupy Decapitated Wacław Kiełtyka wznowił działalność zespołu. Kowanek pozostający w ciężkim stanie zdrowia nie wziął udziału w reaktywacji zespołu. Wacław „Vogg” Kiełtyka o stanie zdrowia Kowanka w 2009 roku:

Ciągle o tym myślę i nie wiem, co mam powiedzieć. Cały czas jest za wcześnie na cokolwiek konkretnego […] Covan wciąż dochodzi do zdrowia. Nie mogę o tym za wiele mówić, ale on będzie potrzebował jeszcze wiele czasu, żeby wrócić do pełni sił. Rok, dwa lub może nawet trzy lata. W tej chwili nikt nie potrafi tego określić

## Pomoc i koncerty charytatywne

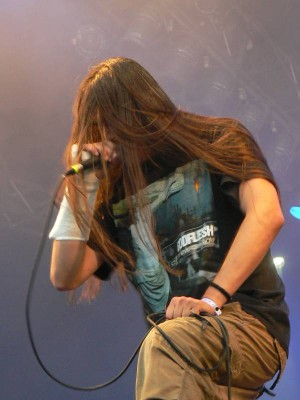
Adrian „Covan” Kowanek podczas koncertu wraz z zespołem Decapitated na festiwalu Hunter Fest w Szczytnie (13 sierpnia 2006)

Po wypadku Kowanka odbył się szereg koncertów charytatywnych na rzecz samego wokalisty jak i rodziny zmarłego perkusisty Witolda Kiełtyki. Wśród zespołów wspierających Kowanka były m.in. takie grupy muzyczne, jak Vader, Behemoth, Hate czy Riverside. Lider grupy Vader Piotr „Peter” Wiwczarek przekazał jedną ze swoich gitar (Ran, model InVader) na rzecz aukcji charytatywnej; za instrument zapłacono ponad 12 tys. złotych. Swoją gitarę (Jackson model Randy Rhoads) przekazał również gitarzysta Ralph Santolla występujący w grupach Deicide i Obituary. Ponadto prowadzona jest sprzedaż m.in. koszulek pamiątkowych. Dochód ze sprzedaży jest przekazywany rodzinom Kiełtyki i Kowanka.
| Data             | Miejsce            | Kraj             | Zespoły                                                                    |
| ---------------- | ------------------ | ---------------- | -------------------------------------------------------------------------- |
| 2 grudnia 2007   | Klub Krzysztofory  | Polska, Kraków   | Hate, Sceptic, Crionics, Heart Attack, Thy Disease, Virgin Snatch, Delight |
| 7 stycznia 2008  | Klub „Stodoła”     | Polska, Warszawa | Virgin Snatch, Frontside, Vader, Behemoth                                  |
| 10 lutego 2008   | Klub Ucho          | Polska, Gdynia   | Nyia, Blindead, Tehace, Proghma-C, Nitro Charge                            |
| 26 kwietnia 2009 | Klub Studio        | Polska, Kraków   | Vader, Riverside, Jesus Chrysler Suicide, Ketha                            |
| 6–7 czerwca 2009 | Festiwal Hellfield | Niemcy           | Soul Demise, With Open Arms, Fatal Embrace i inni                          |

### Covan Wake the Fuck Up
Po reaktywacji Decapitated, kiedy Adriana Kowanka zastąpił Rafał „Rasta” Piotrowski, odbyło się wiele koncertów w kraju i zagranicą o charakterze charytatywnym zainicjowanych i zrealizowanych przez muzyków krakowskiej i krajowej sceny metalowej. Na początku 2012 roku odbyła się specjalna trasa koncertowa po kraju „Covan Wake the Fuck Up” z udziałem m.in. Decapitated, Virgin Snatch, Sceptic, Totem, Thy Disease i Anal Stench, z której finałowy koncert w krakowskim klubie „Kwadrat” został zarejestrowany na płycie DVD, którą wydali Red Pig Production i Creative Music oraz Mystic Production. Premierze DVD, dnia 21 stycznia 2013 towarzyszył specjalny koncert w klubie Rotunda dedykowany Kowankowi. Zagrali w nim Decapitated oraz zespoły krakowskiej sceny metalowej.

## Dyskografia
- Atrophia Red Sun – Fears (1997, Morbid Noizz Production)[29]
- Thy Disease – Cold Skin Obsession (2002, Metal Mind Productions, gościnnie)[30]
- Atrophia Red Sun – Twisted Logic (2003, Empire Records)[31]
- Crionics – Armageddon’s Evolution (2004, Candlelight Records, gościnnie)[32]
- Decapitated – Organic Hallucinosis (2006, Earache Records)[33][34]
- Thy Disease – Costumes of Technocracy (2014, Mystic Production, gościnnie)